# Vivant Denon
Dominique Vivant, Barón Denon (Chalon-sur-Saône, Francia; 4 de enero de 1747 - París, 27 de abril de 1825) fue un artista, dibujante y grabador, escritor, diplomático, viajero, coleccionista de arte francés. Está considerado como gran precursor de la museología, la historia del arte y la egiptología; también fue el primer director del Musée central de la République, más tarde Museo del Louvre,  y se lo conmemora en el ala Denon del museo moderno y en el Centro de Investigación Dominique-Vivant Denon.

## Biografía
Vivant Denon nació en Givry, cerca de Chalon-sur-Saône en el seno de una familia llamada "de Non", perteneciente a la pequeña nobleza, y hasta la Revolución Francesa se autoproclamó "le chevalier de Non".  Al igual que muchos nobles, modificó su apellido durante la Revolución para eliminar la partícula nobiliaria "de". Parece que evitó usar su nombre de pila, "Dominique", y prefirió su segundo nombre, "Vivant", por lo que se le conoce habitualmente como "Vivant Denon". 
Fue enviado a París para estudiar derecho, pero mostró una marcada preferencia por el arte y la literatura, y pronto abandonó su profesión. A los veintitrés años produjo una comedia, Le Bon Pére, que obtuvo un gran éxito, pues ya se había ganado una posición en la sociedad gracias a sus modales agradables y su excepcional capacidad de conversación. Se convirtió en el favorito de Luis XV , quien le confió la colección y organización de un gabinete de medallas y gemas antiguas para Madame de Pompadour, y posteriormente lo nombró agregado de la embajada francesa en San Petersburgo.

## Trayectoria
Su imparable carrera se desarrolló al servicio de los tres últimos reyes de Francia y bajo el gobierno de la Revolución y de Bonaparte. Al cabo de dos años, Denon es expulsado y destinado a Estocolmo y luego a los cantones Suizos durante el reinado de Luis XVI. Secretario de embajada, luego encargado de asuntos de Nápoles (1776-1785), es elegido por la Academia de Pintura (1781).
Tras la ascensión de Luis XVI al trono, Denon fue trasladado a Suecia; pero regresó, tras un breve intervalo, a París con el embajador M. de Vergennes, quien había sido nombrado ministro de Asuntos Exteriores. En 1775, Denon fue enviado en misión secreta a Suiza y aprovechó la oportunidad para visitar a Voltaire en Ferney.  Realizó un retrato del filósofo, que fue grabado y publicado a su regreso a París. Su siguiente destino diplomático fue en Nápoles , donde pasó siete años, primero como secretario de la embajada y después como encargado de negocios. Dedicó este período a un estudio minucioso de los monumentos del arte antiguo, coleccionando numerosos ejemplares y realizando dibujos de otros. También se perfeccionó en el grabado al aguafuerte y al mezzotinto.  Durante su estancia en Nápoles, conoció a Sir William y Lady Hamilton , y grabó al aguafuerte a Lady Hamilton «posando».
La muerte de su mecenas, Charles Gravier, conde de Vergennes, en 1787, provocó su regreso , y el resto de su vida se dedicó principalmente a las actividades artísticas. A su regreso a París, fue admitido como miembro de la Académie royale de peinture et de sculpture (1787). Tras un breve intervalo, regresó a Italia, residiendo principalmente en Venecia. También visitó Florencia y Bolonia, y posteriormente fue a Suiza. Estando allí, se enteró de que sus propiedades habían sido confiscadas y su nombre incluido en la lista de proscritos, y con su característico coraje decidió de inmediato regresar a París: su situación era crítica, pero se salvó gracias a la amistad del pintor Jacques-Louis David, quien le consiguió un encargo para proporcionar diseños para trajes republicanos. Cuando terminó la Revolución, Denon fue uno de los grupos de hombres eminentes que frecuentaban la casa de Josefina de Beauharnais. Allí conoció a Napoleón, a cuya fortuna se apegó sabiamente.
Publica Oeuvres priapiques, una antología de dibujos grabados. Admitido en la Comisión de Ciencias y Artes, viajaría junto con el ejército de Bonaparte en la expedición a Egipto. Entra en el Instituto de Egipto el 22 de agosto de 1798. Vuelve a Francia con Bonaparte el 23 de agosto de 1799.

### Viajes por el Alto Egipto
En noviembre de 1798 parte con el cuerpo expedicionario del General Louis Charles Antoine Desaix, al que sigue de Murad Bey hasta el Alto Egipto, donde logra hacer varios dibujos de monumentos, y se convierte en el primer miembro del Instituto de Egipto en visitarlo. Al visitar Dendera queda impresionado al ver el templo de Hathor, dibujando su famoso Zodiaco. Llega a la Antigua Tebas pero es obligado a seguir el ritmo de un ejército en marcha, uno de sus dibujos lo muestra enfrente a las ruinas de Hieracómpolis, más al sur llega a Edfu y después a Asuán donde por fin puede tomar notas y hacer algunos dibujos de la isla Elefantina, regresa a Tebas y logra entrar en la tumba de Ramsés III y Ramsés IV; en su viaje de regreso visita Antinoópolis.
Denon regresa a El Cairo a mediados de agosto de 1799, después de ocho meses de viaje, hace un reporte detallado y lo presenta junto con sus dibujos a los asombrados miembros del Instituto de Egipto; este reporte ayudará a las futuras expediciones del Alto Egipto.

### Regreso a Francia

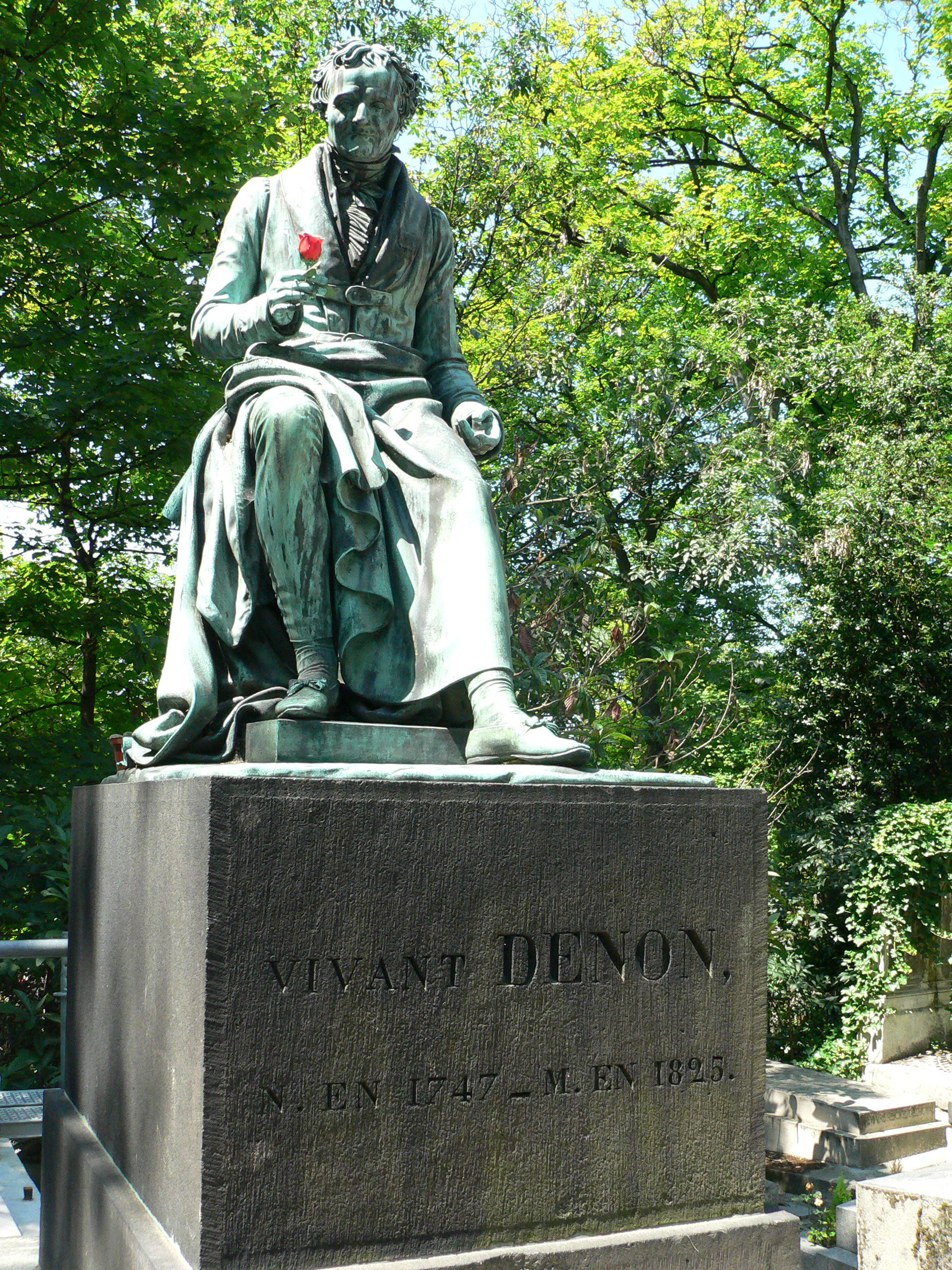
Tumba de Denon en el Cementerio de Père-Lachaise.

Al volver de Egipto reunió sus dibujos y notas, redactó un relato e hizo grabar láminas, siendo más tarde publicado como Voyage dans la Basse et Haute Egypte (1802), dedicándoselo a Bonaparte y causando una inmensa sensación. Nombrado el mismo año director de diversos museos, entre ellos el futuro Museo del Louvre, extiende poco a poco sus adjudicaciones para convertirse en responsable de bellas artes bajo el Imperio Napoleónico.
Fue un devoto servidor de Napoleón, en cuyo nombre saqueó personalmente un gran número de obras de arte en Italia, los Países Bajos y Alemania y, a través de agentes (incluido Francisco de Goya ), en España, para el Museo Napoleón en París. Muchas de estas permanecen en el Louvre y en otros lugares de Francia, hoy en día. En particular, Denon fue uno de los primeros hombres en apreciar la importancia de los "primitivos" italianos. La mayoría de los que ahora están en el Louvre fueron saqueados por Denon durante una redada que realizó a través de Italia en 1812. Fueron exhibidos públicamente, con elefantes y otros animales salvajes, como un triunfo romano, por las calles de París, antes de ser depositados en el Louvre.
Denon aprovechó la oportunidad, mientras trabajaba para Napoleón, para reunir una enorme colección de pinturas, dibujos, grabados, libros, estatuas y objetos de arte . Esta colección se vendió en subasta durante varios días después de su muerte. En 1810, también colaboró con el Museo del Hermitage en la adquisición de la Virgen con el Niño y los Querubines de Rosso Fiorentino en París.

## Jubilación y muerte
En la Restauración borbónica de 1814, Denon fue confirmado en el cargo durante un año, pero su estrecha relación con el régimen anterior le impidió mantener el puesto durante mucho tiempo, y fue reemplazado por Auguste de Forbin en 1816. Tras su jubilación forzosa, comenzó una historia ilustrada del arte antiguo y moderno, en la que contó con la colaboración de varios grabadores expertos. Falleció en París en 1825, dejando la obra inconclusa. Se publicó póstumamente, con un texto explicativo de Amaury Duval, bajo el título Monuments des arts du dessin chez les peuples tant anciens que modernes, recueillis par Vivant Denon en 1829.  Denon también fue autor de una novela erótica, Point de lendemain, publicada en 1777 (en 1812 como obra independiente), y de varios grabados eróticos.
Murió en París y está enterrado en el mundialmente famoso cementerio del Père Lachaise, donde su tumba está marcada por una estatua de tamaño natural.

## Legado
En el proyecto del Gran Louvre de finales de la década de 1980, toda el ala sur del Palacio del Louvre recibió su nombre ( aile Denon, en referencia a Richelieu al norte y Sully al este) como parte de un proyecto de señalización desarrollado por la Agencia Carbone Smolan.

## Obra
Escribe un cuento libertino, Point de lendemain (1777), también titulado Ningún mañana, se trata de un cuento erótico publicado de modo anónimo en 1777 destinado exclusivamente a su íntimo círculo de amistades. Sin embargo, los unánimes elogios de Chateaubriand, Stendhal, los Goncourt y Anatole France, entre otros, sitúan este cuento entre las obras literarias que mejor parecen representar el arte y el espíritu del siglo XVIII.
Por otra parte, y desde su perspectiva de viajero, son reseñables Voyage en Sicile (1788), y sus notas de su Viaje al Alto y Bajo Egipto, acompañando al ejército de Napoleón en su célebre expedición por las tierras del Nilo, documento de primera mano lleno de interés histórico, por dos motivos:
1. Es uno de los primeros egiptólogos europeos en contemplar y dibujar los monumentos del Antiguo Egipto.
2. Le sitúan en medio de la batalla naval de Abukir, la batalla de las Pirámides y la expedición desde Murâd Bey hasta Nubia.

## Edición en castellano
- Sin mañana. Viaje al Alto y Bajo Egipto. Segunda edición. Vilaür: Ediciones Atalanta. 2005. ISBN 978-84-934625-0-5.
- Ningún mañana. Edición y traducción de Jorge Gimeno. Madrid: Hiperión. 1995. ISBN 84-7517-450-7.

Sobre Denon
- Sole, Robert (2001). La expedición Bonaparte. El nacimiento de la egiptología. Barcelona: Edhasa. ISBN 9788435026154.